# Чарлс Рихтер
Чарлс Френсис Рихтер (енгл. Charles Francis Richter; Хамилтон, 26. април 1900 — Пасадена, 30. септембар 1985) је био амерички сеизмолог и физичар. Рихтер је познат по томе што је направио Рихтерову скалу, која одређује јачину земљотреса, у хипоцентру.